# Округ Дејвидсон (Северна Каролина)
Дејвидсон (енгл. Davidson County) је округ у америчкој савезној држави Северна Каролина.

## Демографија
По попису из 2010. године број становника је 162.878, што је 15.632 (10,6%) становника више него 2000. године.
| Група             | 2000.           | 2010.           |
| Белци             | 126.158 (85,7%) | 133.486 (82,0%) |
| Афроамериканци    | 13.463 (9,1%)   | 14.421 (8,9%)   |
| Азијати           | 1.204 (0,8%)    | 1.994 (1,2%)    |
| Хиспаноамериканци | 4.765 (3,2%)    | 10.408 (6,4%)   |
| Укупно            | 147.246         | 162.878         |